# Драфт ВНБА 2009 года
Драфт ВНБА 2009 года прошёл 9 апреля, в четверг, в студии развлечений НБА (англ. NBA Entertainment Studios) в городке Секокус, штат Нью-Джерси. К участию в драфте были допущены игроки после окончания колледжа и игроки-иностранцы. Лотерея драфта состоялась 9 декабря 2008 года, по результатам которой право выбора под первым номером получила «Атланта Дрим», который она использовала на Энджел Маккатри, 22-летнего форварда из Луисвиллского университета. Впервые в истории ВНБА использовались лотерейные шары, которые выбирались согласно коэффициентам команд.
После окончания предыдущего сезона был ликвидирован клуб «Хьюстон Кометс», поэтому основной драфт предворял, так называемый, драфт распределения расформированных команд, прошедший в формате селекторного совещания 8 декабря 2008 года. Выбор команды осуществляли в обратном порядке их итогового положения в регулярном чемпионате прошедшего сезона, независимо от результатов лотереи драфта. В этом драфте принимали участие все игроки «Хьюстон Кометс», за исключением Латаши Байерс, Мвади Мабики, Амшету Майги, Мишель Сноу и Тины Томпсон, ставшими после окончания прошлого сезона неограниченно свободными агентами. Первый раунд основного драфта транслировался на кабельном спортивном канале ESPN2 в три часа вечера по Североамериканскому восточному времени (EDT), в то время как второй и третий раунды были показаны на каналах NBA TV и ESPNU в четыре часа.
Всего на драфте было выбрано 39 баскетболисток, из них 35 из США, 2 из Сербии (Елена Милованович и Соня Петрович) и по одной из Кении (Жозефин Овино) и Испании (Альба Торренс). Кристи Толивер родилась в городке Гаррисонберг (штат Виргиния), в 2014 году она приняла двойное гражданство, чтобы выступать за сборную Словакии, хотя никогда не играла в чемпионате этой страны.

## Легенда к драфту
|  | Выделены игроки, выбранные в Баскетбольный зал славы                      |
|  | Выделены участники Матча всех звёзд ВНБА и игроки сборной всех звёзд ВНБА |
|  | Выделены участники Матча всех звёзд ВНБА                                  |
|  | Выделены игроки сборной всех звёзд ВНБА                                   |
|  | Выделены игроки, не игравшие в ВНБА                                       |

## Драфт распределения

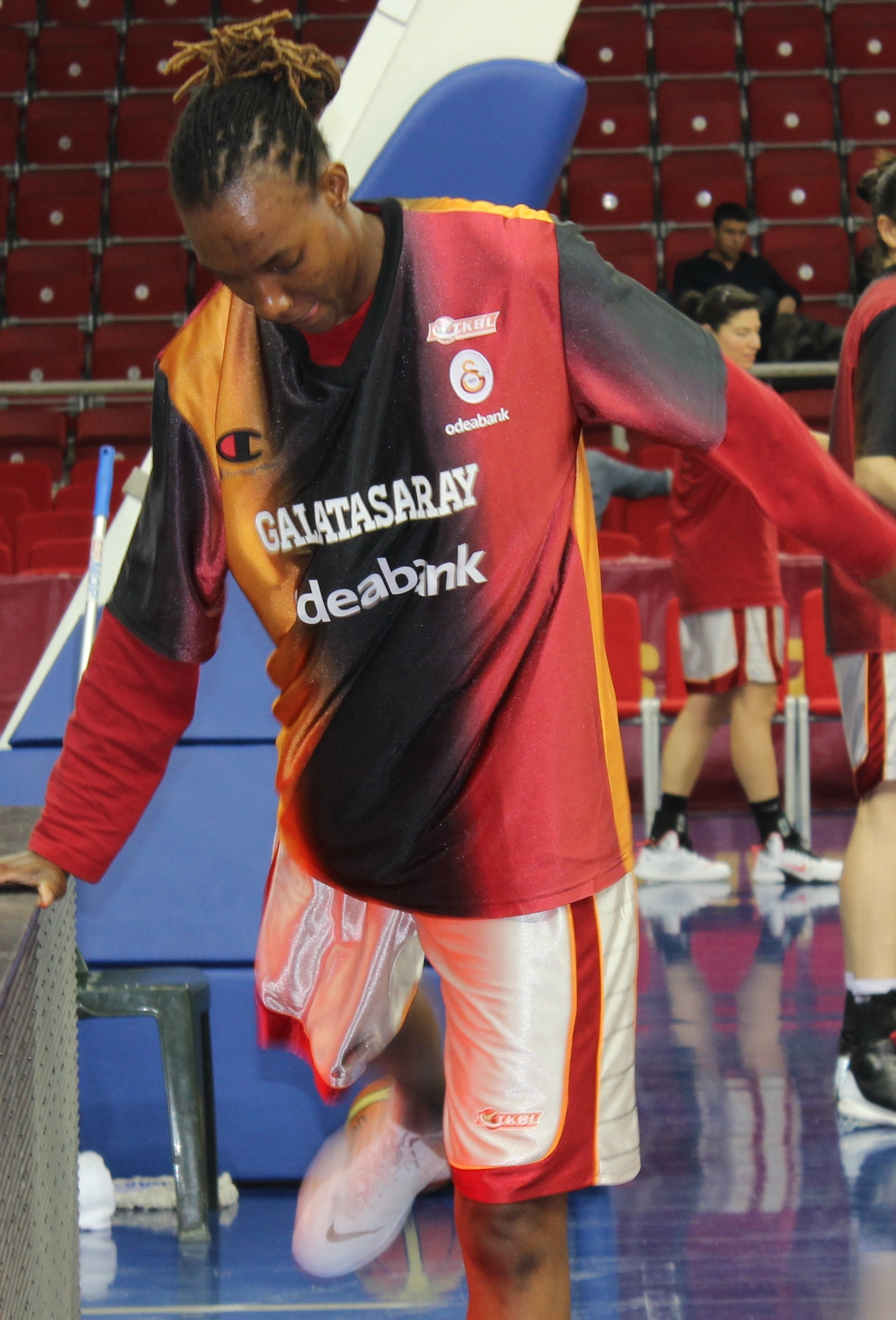
Санчо Литтл, 1-й номер драфта распределения

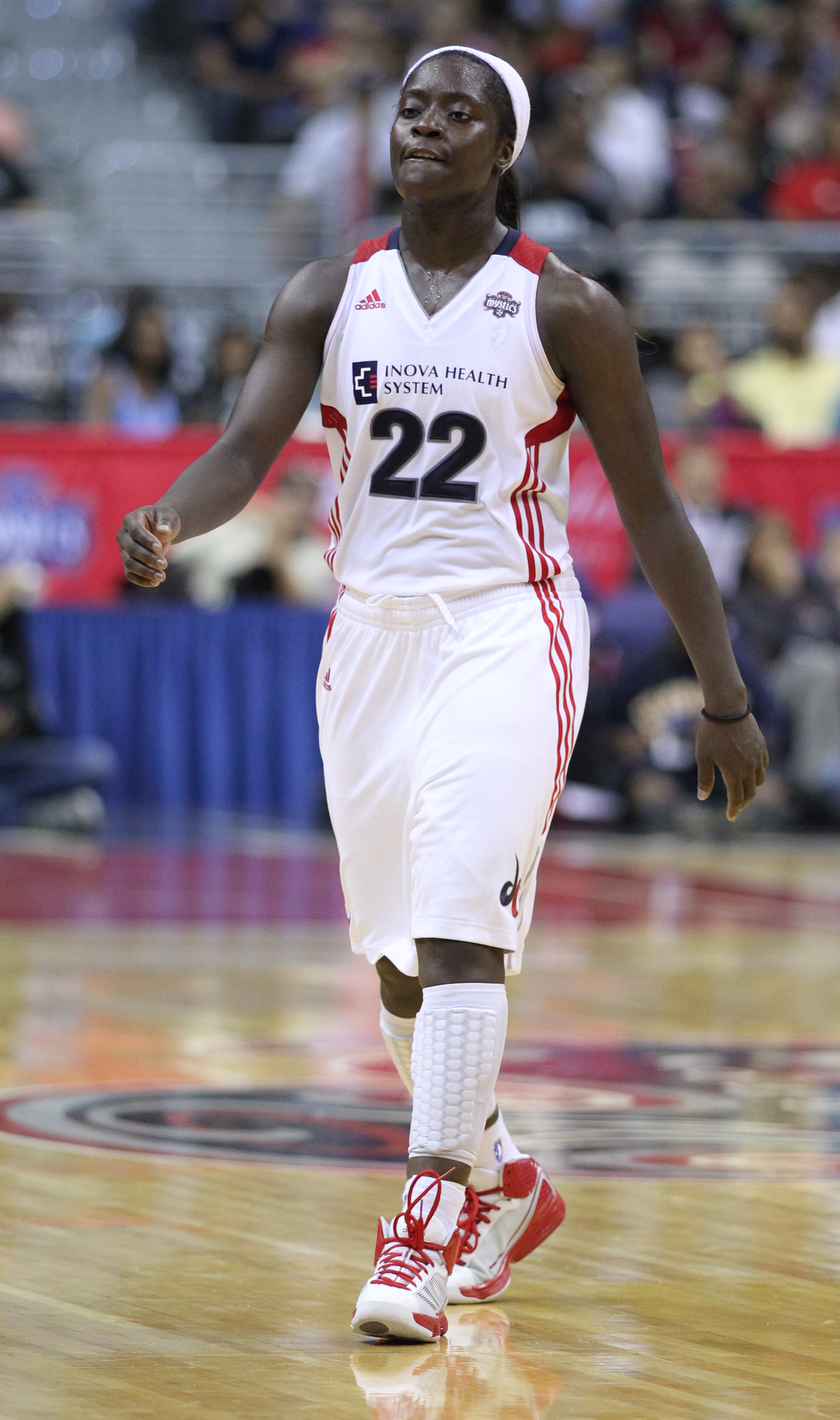
Мати Аджавон, 2-й номер драфта распределения

| Выбор | Игрок         | Позиция             | Гражданство                        | Новая команда            | Бывшая команда | Университет                        |
| --- | ------------- | ------------------- | ---------------------------------- | ------------------------ | -------------- | ---------------------------------- |
| 1 | Санчо Литтл   | Форвард / Центровая | Сент-Винсент и Гренадины / Испания | Атланта Дрим             | Хьюстон Кометс | Университет Хьюстона               |
| 2 | Мати Аджавон  | Защитник            | США                                | Вашингтон Мистикс        | Хьюстон Кометс | Ратгерский университет             |
| 3 | Мисти Уильямс | Форвард             | США                                | Чикаго Скай              | Хьюстон Кометс | Университет Дьюка                  |
| 4 | Роника Ходжес | Защитник            | США                                | Миннесота Линкс          | Хьюстон Кометс | Университет штата Флорида          |
| 5 | Секвойя Холмс | Защитник / Форвард  | США                                | Финикс Меркури           | Хьюстон Кометс | Невадский университет в Лас-Вегасе |
| 6 | Эрика Уайт    | Защитник            | США                                | Индиана Фивер            | Хьюстон Кометс | Университет штата Луизиана         |
| 7 | Рене Камино   | Защитник            | Австралия                          | Сакраменто Монархс       | Хьюстон Кометс | Австралийский институт спорта      |
| 8 | Пропущен      | —                   | —                                  | Нью-Йорк Либерти         | Хьюстон Кометс | —                                  |
| 9 | Пропущен      | —                   | —                                  | Лос-Анджелес Спаркс      | Хьюстон Кометс | —                                  |
| 10 | Пропущен      | —                   | —                                  | Коннектикут Сан          | Хьюстон Кометс | —                                  |
| 11 | Пропущен      | —                   | —                                  | Детройт Шок              | Хьюстон Кометс | —                                  |
| 12 | Пропущен      | —                   | —                                  | Сиэтл Шторм              | Хьюстон Кометс | —                                  |
| 13 | Пропущен      | —                   | —                                  | Сан-Антонио Силвер Старз | Хьюстон Кометс | —                                  |
| Примечание 1: два бывших игрока Хьюстон Кометс, Тамека Диксон и Шэннон Джонсон, не были отобраны для участия в этом драфте, поэтому стали неограниченно свободными агентами.                                       |               |                     |                                    |                          |                |                                    |
| Примечание 2: пять бывших игроков Хьюстон Кометс, Латаша Байерс, Мвади Мабика, Амшету Майга, Мишель Сноу и Тина Томпсон, были неограниченно свободными агентами, поэтому не имели право участвовать в этом драфте. |               |                     |                                    |                          |                |                                    |

## Сделки
- Команда «Вашингтон Мистикс» получила право выбора в первом раунде драфта от «Лос-Анджелес Спаркс».
- «Атланта Дрим» получила право выбора в первом раунде драфта от «Сан-Антонио Силвер Старз».
- Клуб «Сан-Антонио Силвер Старз» получил право выбора во втором раунде драфта от «Атланта Дрим».
- Команды «Коннектикут Сан» и «Миннесота Линкс» в результате торговой сделки обменялись правом выбора во втором раунде драфта.
- «Вашингтон Мистикс» получил право выбора во втором раунде драфта от «Детройт Шок».
- «Атланта Дрим» получила право выбора во втором раунде драфта от «Сиэтл Шторм».
- «Финикс Меркури» получил право выбора в третьем раунде драфта от «Нью-Йорк Либерти».
- «Миннесота Линкс» в результате продажи Линдсей Хардинг в «Вашингтон Мистикс» получила от последнего право выбора в первом и втором раундах драфта[2].
- «Детройт Шок» получил право выбора во втором раунде драфта от «Атланта Дрим»[3].

## Основной драфт

### Первый раунд

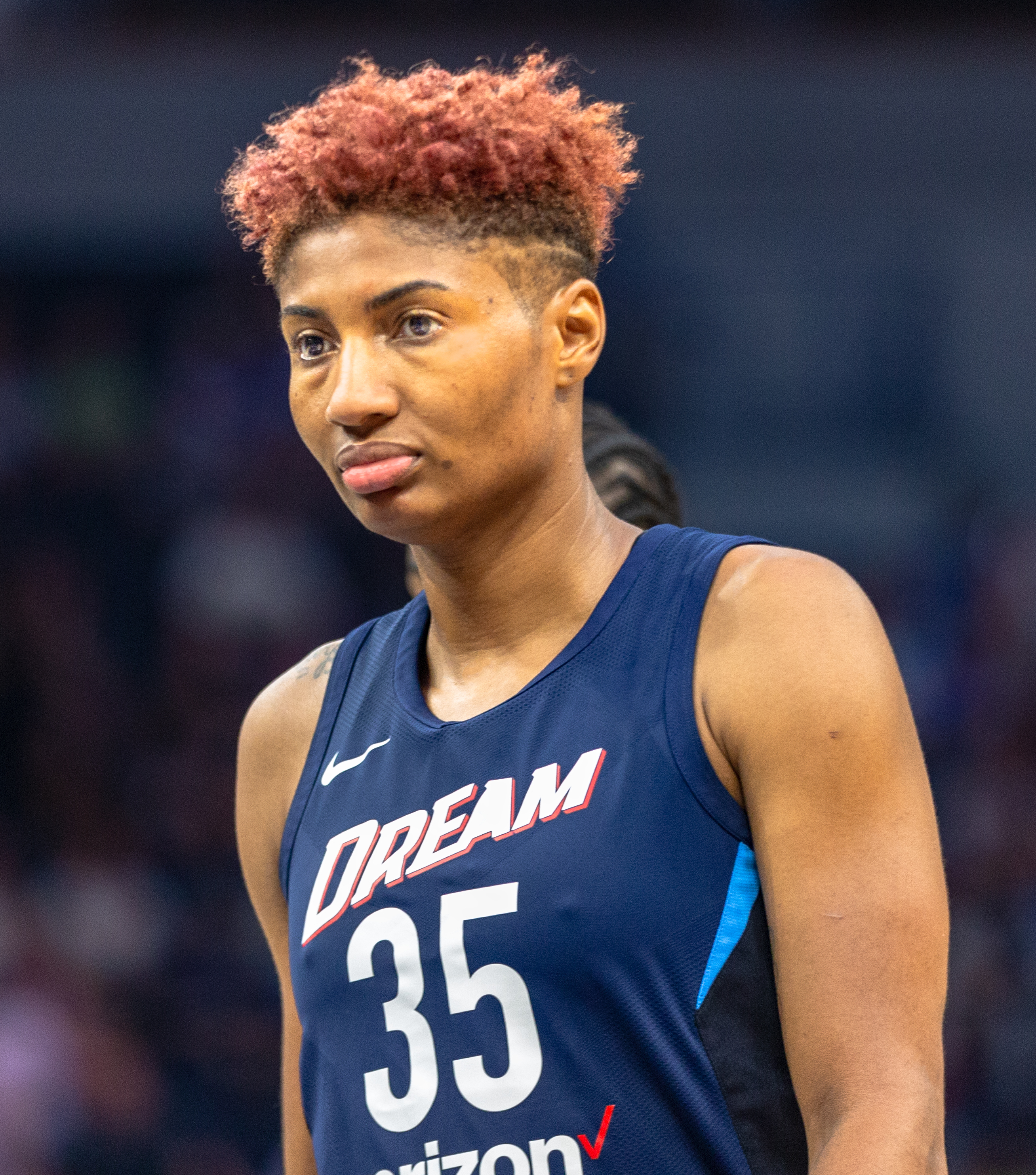
Энджел Маккатри, 1-й номер драфта

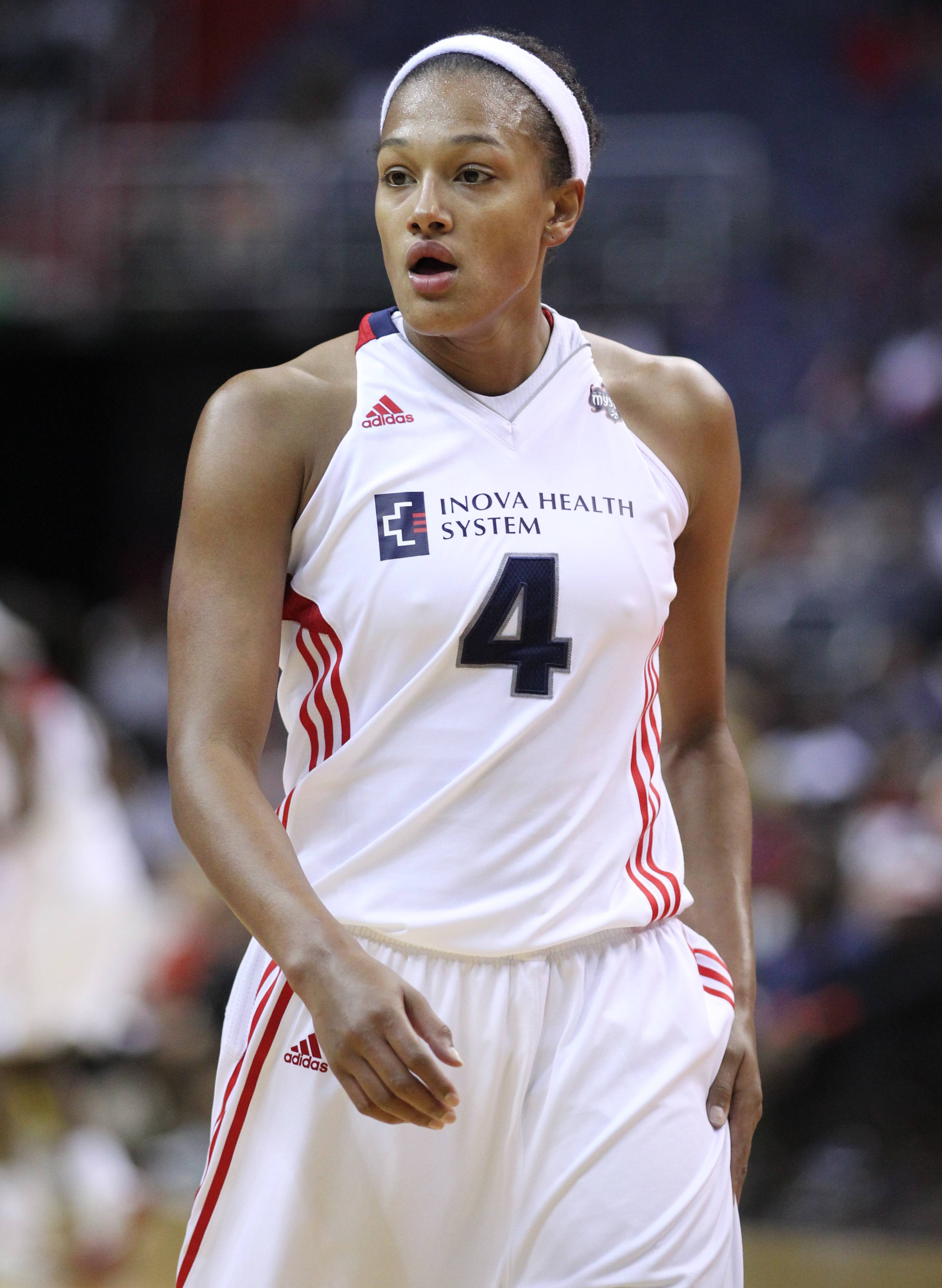
Марисса Коулман, 2-й номер драфта

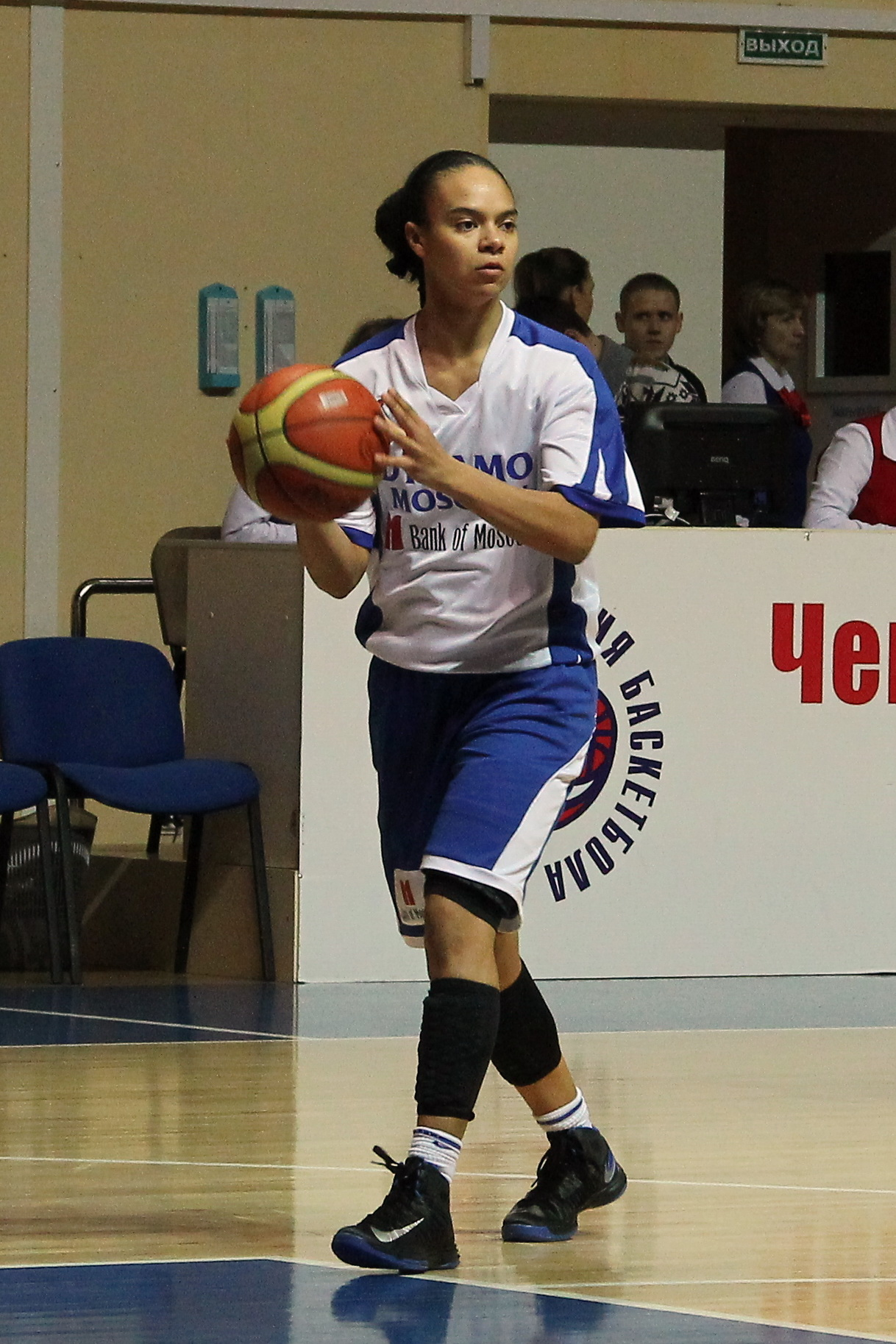
Кристи Толивер, 3-й номер драфта

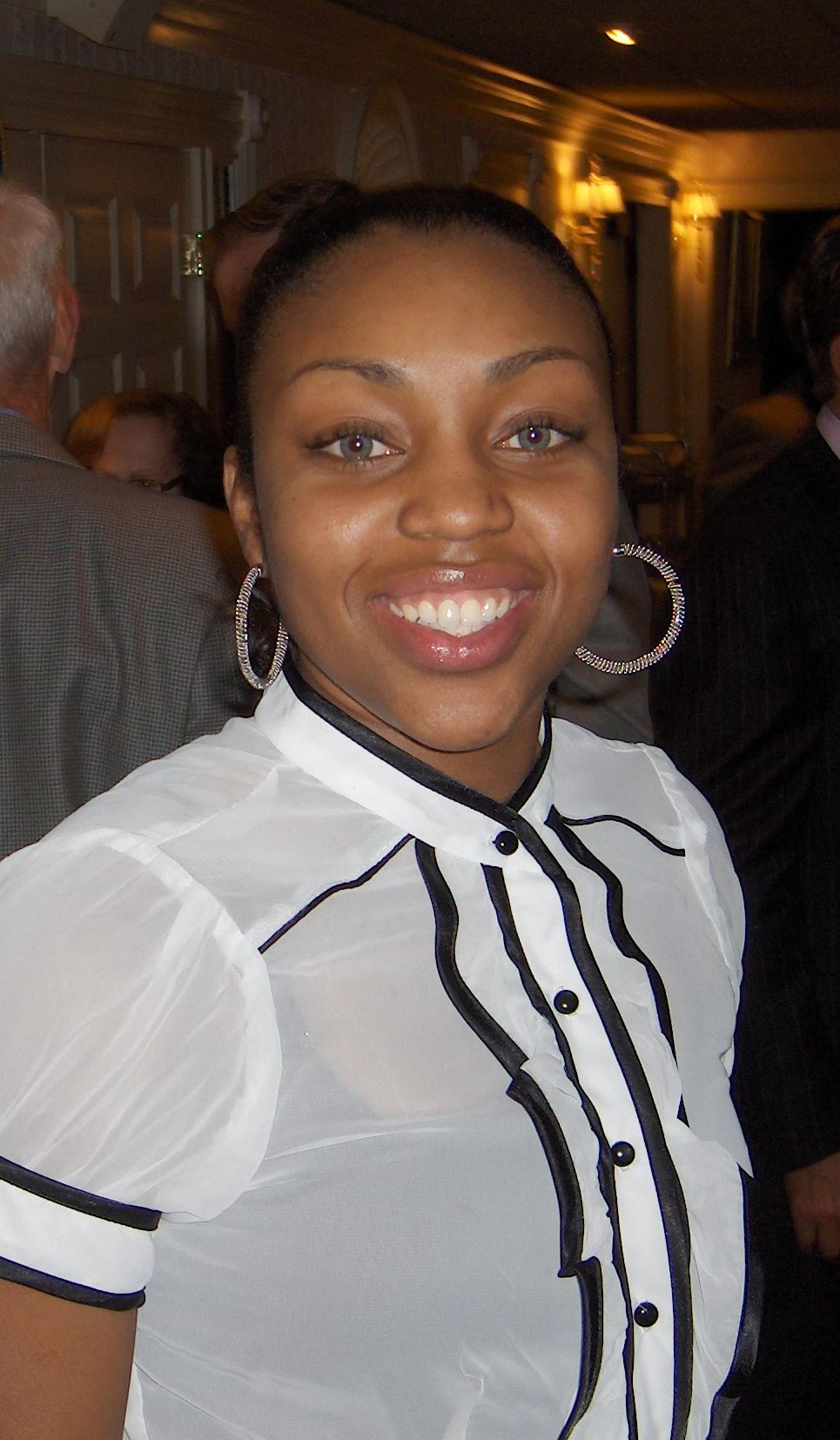
Рене Монтгомери, 4-й номер драфта

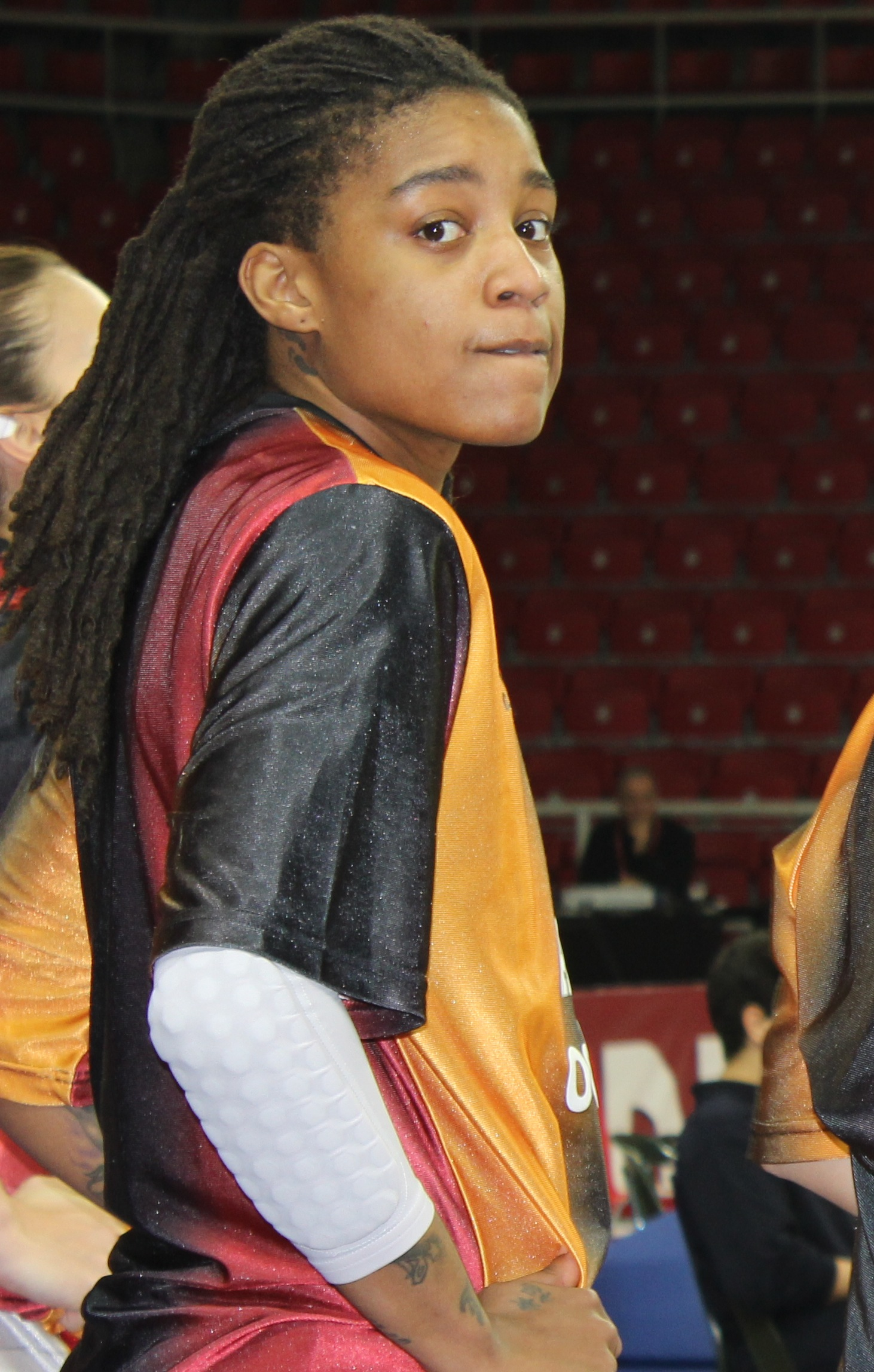
Шавонте Зеллус, 11-й номер драфта

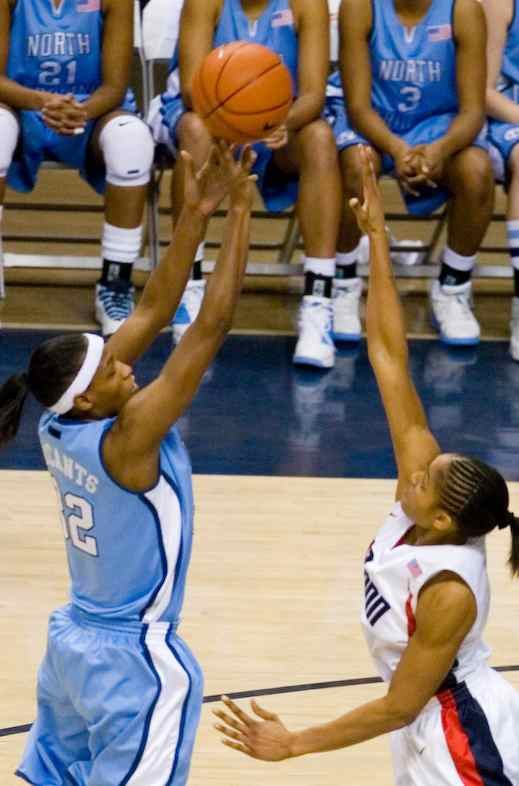
Рашанда Маккэнтс, 15-й номер драфта

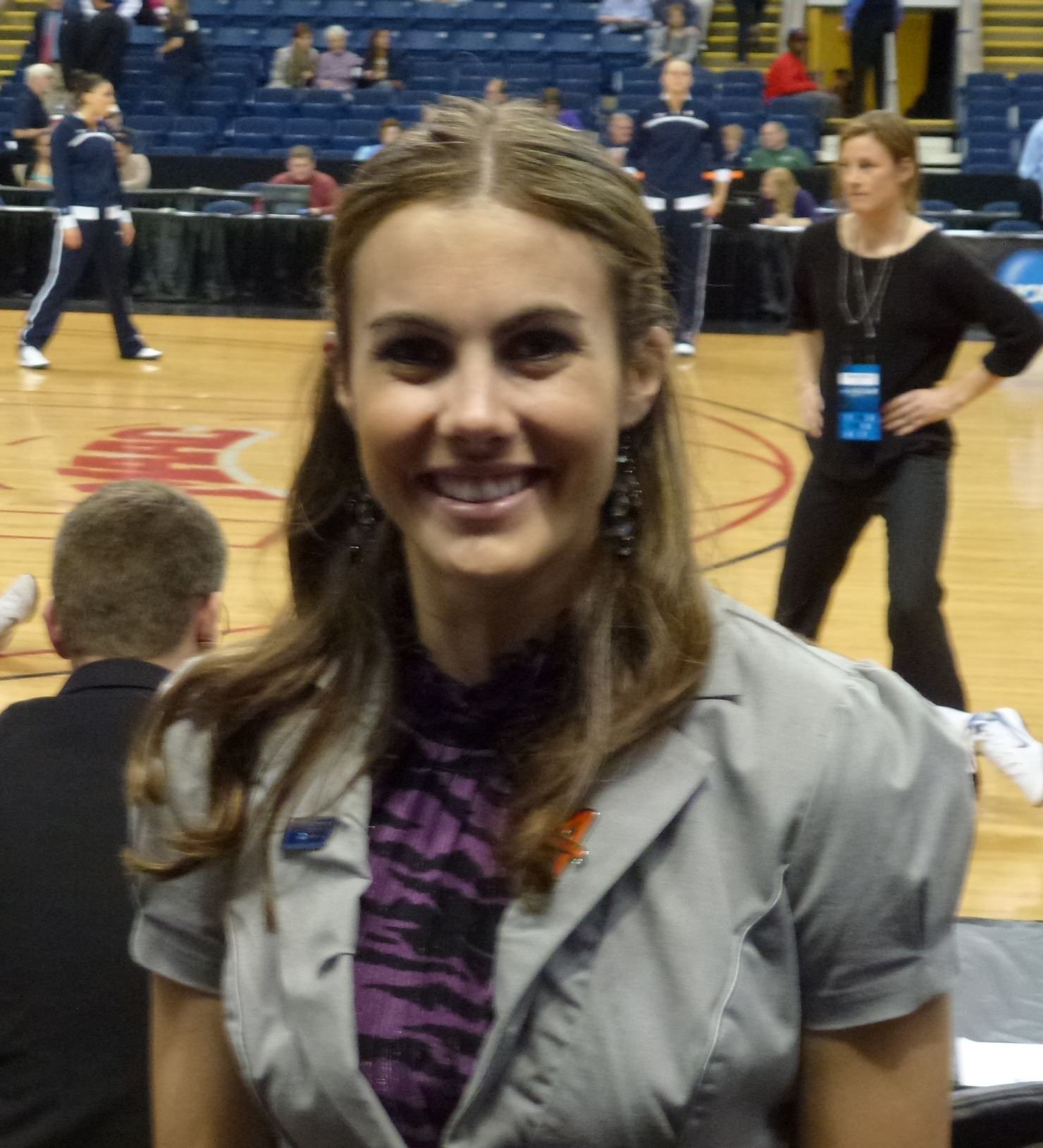
Шейли Ленинг, 25-й номер драфта

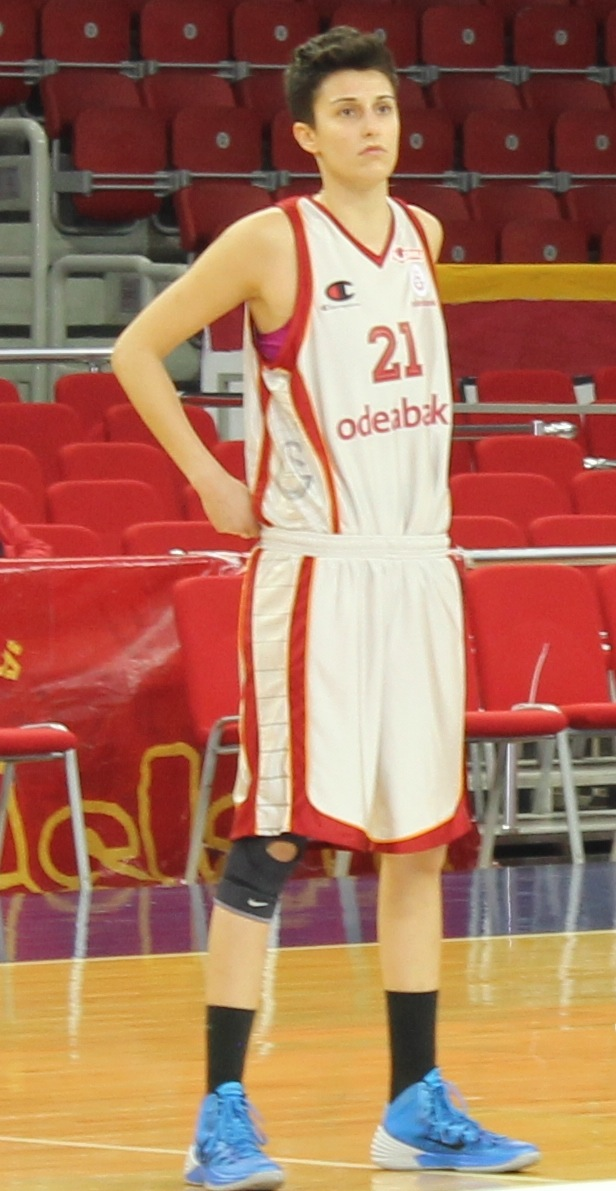
Альба Торренс, 36-й номер драфта

| Выбор | Игрок                 | Позиция             | Гражданство      | Команда драфта                                                                    | Университет/ Бывшая команда              |
| ----- | --------------------- | ------------------- | ---------------- | --------------------------------------------------------------------------------- | ---------------------------------------- |
| 1     | Энджел Маккатри       | Форвард             | США              | Атланта Дрим                                                                      | Луисвиллский университет                 |
| 2     | Марисса Коулман       | Защитник / Форвард  | США              | Вашингтон Мистикс                                                                 | Мэрилендский университет в Колледж-Парке |
| 3     | Кристи Толивер        | Защитник            | США / · Словакия | Чикаго Скай                                                                       | Мэрилендский университет в Колледж-Парке |
| 4     | Рене Монтгомери       | Защитник            | США              | Миннесота Линкс                                                                   | Университет Коннектикута                 |
| 5     | Деванна Боннер        | Защитник / Форвард  | США              | Финикс Меркури                                                                    | Обернский университет                    |
| 6     | Брианн Дженьюари      | Защитник            | США              | Индиана Фивер                                                                     | Университет штата Аризона                |
| 7     | Кортни Пэрис          | Центровая           | США              | Сакраменто Монархс                                                                | Университет Оклахомы                     |
| 8     | Киа Вон               | Центровая           | США              | Нью-Йорк Либерти                                                                  | Ратгерский университет                   |
| 9     | Кванитра Холлингсворт | Центровая           | США              | Миннесота Линкс (право выбора от Лос-Анджелес Спаркс через Вашингтон Мистикс)     | Университет Содружества Виргинии         |
| 10    | Шанти Блэк            | Центровая           | США              | Коннектикут Сан                                                                   | Университет Дьюка                        |
| 11    | Шавонте Зеллус        | Защитник            | США              | Детройт Шок                                                                       | Университет Питтсбурга                   |
| 12    | Эшли Уокер            | Форвард / Центровая | США              | Сиэтл Шторм                                                                       | Калифорнийский университет в Беркли      |
| 13    | Линдсей Уиздом-Хилтон | Форвард             | США              | Лос-Анджелес Спаркс (право выбора от Сан-Антонио Силвер Старз через Атланта Дрим) | Университет Пердью                       |

### Второй раунд
| Выбор | Игрок             | Позиция            | Гражданство | Команда драфта                                                            | Университет/ Бывшая команда                |
| ----- | ----------------- | ------------------ | ----------- | ------------------------------------------------------------------------- | ------------------------------------------ |
| 14    | Меган Фрейзи      | Форвард            | США         | Сан-Антонио Силвер Старз (право выбора от Атланта Дрим)                   | Университет Свободы                        |
| 15    | Рашанда Маккэнтс  | Форвард            | США         | Миннесота Линкс (право выбора от Вашингтон Мистикс)                       | Университет Северной Каролины в Чапел-Хилл |
| 16    | Даниэлла Гант     | Защитник / Форвард | США         | Чикаго Скай                                                               | Техасский университет A&M                  |
| 17    | Линдра Литтлз     | Форвард            | США         | Коннектикут Сан (право выбора от Миннесота Линкс)                         | Университет Виргинии                       |
| 18    | Британи Миллер    | Центровая          | США         | Детройт Шок (право выбора от Финикс Меркури через Атланта Дрим)           | Университет штата Флорида                  |
| 19    | Кристина Вирт     | Форвард            | США         | Индиана Фивер                                                             | Университет Вандербильта                   |
| 20    | Уитни Бодди       | Защитник           | США         | Сакраменто Монархс                                                        | Обернский университет                      |
| 21    | Эбби Уонер        | Защитник           | США         | Нью-Йорк Либерти                                                          | Университет Дьюка                          |
| 22    | Эшли Пэрис        | Форвард            | США         | Лос-Анджелес Спаркс                                                       | Университет Оклахомы                       |
| 23    | Камилла Ленуар    | Защитник           | США         | Вашингтон Мистикс (право выбора от Коннектикут Сан через Миннесота Линкс) | Университет Южной Калифорнии               |
| 24    | Елена Милованович | Форвард            | Сербия      | Вашингтон Мистикс (право выбора от Детройт Шок)                           | МКБ-Евролизинг Шопрон                      |
| 25    | Шейли Ленинг      | Защитник           | США         | Атланта Дрим (право выбора от Сиэтл Шторм)                                | Университет штата Канзас                   |
| 26    | Соня Петрович     | Форвард            | Сербия      | Сан-Антонио Силвер Старз                                                  | Спарта&К                                   |

### Третий раунд
| Выбор | Игрок            | Позиция                        | Гражданство | Команда драфта                                    | Университет/ Бывшая команда                             |
| ----- | ---------------- | ------------------------------ | ----------- | ------------------------------------------------- | ------------------------------------------------------- |
| 27    | Джессика Морроу  | Защитник / Форвард             | США         | Атланта Дрим                                      | Бэйлорский университет                                  |
| 28    | Жозефин Овино    | Центровая                      | Кения       | Вашингтон Мистикс                                 | Союзный университет                                     |
| 29    | Дженнифер Риспер | Защитник                       | США         | Чикаго Скай                                       | Университет Вандербильта                                |
| 30    | Эмили Фокс       | Защитник                       | США         | Миннесота Линкс                                   | Университет Миннесоты                                   |
| 31    | Ша Брукс         | Защитник                       | США         | Финикс Меркури                                    | Университет Флориды                                     |
| 32    | Даниэль Кэмпбелл | Центровая                      | США         | Индиана Фивер                                     | Университет Пердью                                      |
| 33    | Морган Уорбертон | Защитник                       | США         | Сакраменто Монархс                                | Университет Юты                                         |
| 34    | Джессика Адэр    | Центровая                      | США         | Финикс Меркури (право выбора от Нью-Йорк Либерти) | Университет Джорджа Вашингтона                          |
| 35    | Бритни Джордан   | Защитник                       | США         | Лос-Анджелес Спаркс                               | Техасский сельскохозяйственный коммерческий университет |
| 36    | Альба Торренс    | Защитник / Форвард / Центровая | Испания     | Коннектикут Сан                                   | Реал Сельта Индепо                                      |
| 37    | Тана Дэвис-Кейн  | Защитник                       | США         | Детройт Шок                                       | Университет штата Флорида                               |
| 38    | Мара Фрешар      | Защитник                       | США         | Сиэтл Шторм                                       | Университет штата Флорида                               |
| 39    | Кэндис Бинэм     | Форвард                        | США         | Сан-Антонио Силвер Старз                          | Луисвиллский университет                                |